# Biyah
Biyah est un village du Cameroun situé dans l’arrondissement (commune) de Zhoa, dans le département de Menchum et dans la Région du Nord-Ouest.

## Localisation
Biyah est situé à environ 73 km de Bamenda, le chef lieu de la région du Nord-Ouest et à 336 km de Yaoundé, la capitale du Cameroun. 

## Population
Lors du recensement de 2005, on a dénombré 127 habitants, dont 68 hommes et 59 femmes.

## Infrastructures
Dans le plan communal de développement de Zhoa (2012), plusieurs projets d'infrastructures étaient envisagés : 
- installer l'eau et l'électricité ;
- construire une école et un centre de santé ;
- remplacer le chemin qui relie Biyah au village de Bati par une route[2].